# Heredium
Een heredium (meervoud: heredia) was in het Romeinse Rijk een kavel die qua omvang het kleinste bezit van een Romeinse burger was. De omvang van een heredium kon variëren voordat deze werd gestandaardiseerd vanaf keizer Augustus.
Een heredium is het dubbele van een iugerum en is ongeveer gelijk aan een halve hectare (5060 m² om precies te zijn).